# Zeta del Reticle
Zeta del Reticle (ζ Reticuli) és una estrella binària en la constel·lació de Reticulum, situada a 39,5 anys llum de la Terra. Visualment, la separació entre les dues components és de 310 segons d'arc, per la qual cosa poden ser resoltes a ull nu.
Les dues components del sistema tenen una brillantor similar —magnituds +5,54 i +5,24— i, de fet, són estrelles molt semblants. Ambdues anàlegs solars, Zeta² Reticuli (HD 20807 / HR 1010), la més semblant al Sol, té tipus espectral G0V i una temperatura superficial de 5795 K. Brilla amb una lluminositat pràcticament idèntica a la lluminositat solar. Zeta Reticuli (HD 20766 / HR 1006) té tipo G2V i 5675 K de temperatura, essent llur lluminositat un 90% de la del Sol.
Atesa la separació angular entre ambdues estrelles i llur distància respecte al Sistema Solar, la separació real entre elles és 3750 UA. El període orbital del sistema és de més de 170.000 anys, per la qual cosa no és estrany que no s'hi hagi observat cap moviment orbital. No obstant això, llur moviment comú a través de l'espai confirma que formen un vertader sistema binari.
Gliese 118 és l'estrella més propera al sistema estel·lar Zeta Reticuli, del qual dista 2,8 anys llum.